# Cabrini (film)
Pour les articles homonymes, voir Cabrini.
Pour plus de détails, voir Fiche technique et Distribution.
Cabrini est un drame biographique américain réalisé par Alejandro Monteverde (en) et sorti en 2024,.

## Fiche technique
Sauf indication contraire, les informations mentionnées dans cette section peuvent être confirmées par les bases de données cinématographiques IMDb et Allociné,  présentes dans la section « Liens externes ».
- Titre original : Cabrini
- Réalisation : Alejandro Monteverde (en)
- Scénario : Rod Barr et Alejandro Monteverde
- Musique : Gene Back
- Décors : Stephanie Q. Bowen
- Costumes : Alisha Silverstein
- Photographie : Gorka Gomez Andreu
- Son : Michael Huang, Gand Meuers et Nathan Ruyle
- Montage : Brian Scofield
- Production : Jonathan Sanger (en) et Leo Severino
  - Coproduction : Rod Barr
  - Production exécutive : Lukas Behnken (en) et Riccardo Neri
  - Production associée : Vincenzo Filippo et M. Jones
  - Production déléguée : Eduardo Verastegui, J. Eustace Wolfington et Sean Wolfington
- Sociétés de production : Francesca Film Production
- Société de distribution : Angel Studios et Saje Distribution
- Budget : N/A
- Pays de production :  États-Unis
- Langue originale : anglais
- Format :
- Genre : drame biographique
- Durée : 145 minutes
- Dates de sortie :
  - Canada et États-Unis : 8 mars 2024
  - France : 20 mars 2024

## Distribution
- Cristiana Dell'Anna (VF : Rafaèle Moutier) : Françoise-Xavière Cabrini
- David Morse (VF : Philippe Peythieu) : l'archevêque Corrigan
- Romana Maggiora Vergano : Vittoria
- Federico Ielapi (it) : Paolo
- Giancarlo Giannini : le pape Léon XIII
- John Lithgow (VF : Patrick Préjean) : le maire Gould
- Federico Castelluccio (it) (VF : Bernard Bollet) : le sénateur Bodio
- Patch Darragh : le docteur Murphy
- Jeremy Bobb (VF : Laurent Maurel) : Theodore Calloway, reporter du New York Times
- Rolando Villazón : Enrico DiSalvo
- Giacomo Rocchini : Geno, le proxénète
- Liam Campora : Enzo
- Virginia Bocelli : Aria
- Giampiero Judica (VF : Serge Biavan) : le père Morelli
- Eugenia Forteza : la sœur Umilia
- Soraïa Scicchitano : la sœur Serafina
- Sarah Santizo : la sœur Margherita
- Chelsea Feltman : la sœur  Aurora

 Source et légende : version française (VF) sur RS Doublage et carton du doublage français.